# Jacobische Knallgaseinheit
Die Jacobische Knallgaseinheit war eine bis etwa 1900 in Deutschland übliche Maßeinheit der elektrischen Stromstärke, die nach Moritz Hermann von Jacobi benannt war, der sie definiert hatte. Dies war eine rein empirische, auf der elektrolytischen Abscheidung von Knallgas aus Wasser beruhende Einheit, die keinem Einheitensystem angehört. Gleichstrom hat gerade dann die Stärke einer Jacobischen Knallgaseinheit, wenn in einer Minute ein Kubikzentimeter Knallgas bei 0 °C Temperatur und 1013,25 mbar Luftdruck entwickelt wird.
Im heute üblichen internationalen Einheitensystem entspricht eine Jacobische Knallgaseinheit ungefähr 90 Milliampere.